# Renata Scotto
Renata Scotto (Savona, 24 de fevereiro de 1934 – 16 de agosto de 2023) foi uma soprano e diretora operística italiana. 
Reconhecida pelo seu senso de estilo, musicalidade e pelas suas habilidades teatrais, Scotto é considerada uma das proeminentes cantoras da sua geração, especialmente no repertório do bel canto, com excursões ao verismo e ao repertório de Giuseppe Verdi. 
Desde sua retirada dos palcos, em 2002, ela teve muito sucesso como diretora de ópera como também professora tanto na Itália como nos Estados Unidos, com postos acadêmicos na Academia Nacional de Santa Cecília em Roma e na Escola Juilliard em Nova Iorque.

## Carreira
Rena Scotto nasceu em Savona, Itália. Ela fez sua estreia operística em sua própria cidade no Natal de 1952 aos dezoito anos como Violetta de La traviata (Verdi). No dia seguinte, ela fez sua estreia no Teatro Novo em Milão, novamente como Violetta. Logo após, ela apresentou-se numa ópera de Giacomo Puccini, Madama Butterfly, em Savona e foi paga com 25 mil liras. 
Em 1953, Scotto fez audições no Teatro alla Scala de Milão para o papel de Walter em La Wally de Alfredo Catalani, com Renata Tebaldi e Mario del Monaco. Após sua audição, um dos juízes, o maestro Victor de Sabata falou: "Esqueça o resto". La Wally foi apresentada em 7 de dezembro de 1953 e Scotto foi chamada ao palco quinze vezes. Tebaldi e Del Monaco apenas sete.
A maior oportunidade de Scotto veio em 1957: no Festival de Edimburgo, onde o La Scala apresentou sua produção de La Sonnambula de Vincenzo Bellini com Maria Callas como Amina. A produção fez tanto sucesso, que a companhia teve que apresentar-se mais uma vez. Callas não pode aparecer nas performances por motivo de doença, ela disse que já havia se apresentado em outras vezes, contrariando a ordem médica. Scotto então assumiu o papel de Amina, substituíndo Callas no dia 3 de setembro de 1957. A performance foi de grande sucesso e assim, a soprano de 23 anos tornou-se uma estrela mundial.
Em 1961 ela interpretou Amina novamente, só que dessa vez no Teatro La Fenice com o tenor Alfredo Kraus.
Durante a década de 1960 ela tornou-se uma das maiores cantoras do bel canto, revivendo a fase vivida por Callas na década de 1950. Ela cantou Zaira e La Straniera de Bellini e Giulietta de I Capuleti e i Montecchi de Bellini, Maria di Rohan de Donizetti e Robert le Diable de Meyerbeer. Em 1964, com uma produção do La Scala, ela apresentou-se no Teatro Bolshoi em Moscou, a primeira companhia de ópera a fazer turnê pela União Soviética durante os anos da Guerra Fria. 
Sua estreia nos Estados Unidos veio em 1960 como Mimi na Ópera Lírica de Chicago, mesmo ano em que se casou com o violinista Lorenzo Anselmi. O casal teve umafilha e um filho. No dia 13 de outubro de 1965, Scotto fez sua estreia no Metropolitan Opera House de Nova Iorque como Cio-Cio San em Madama Butterfly. Durante 22 anos, ela cantou mais de 300 vezes no Met, em 26 papéis diferentes.
Com Luciano Pavarotti, Renata Scotto inaugurou as séries "Ao Vivo do Met" em 1977 com a ópera La Bohème de Giacomo Puccini. Durante os anos seguintes, ela estrelou as produções televisionadas Manon Lescaut, Luisa Miller, Don Carlo, Il Trittico, Francesca da Rimini e Otello.
Na parte final da sua carreira, Scotto interpretou as personagens Fedora (Barcelona, 1988), Charlotte em Werther de Jules Massenet, Marschallin em Der Rosenkavalier (Festival Spoleto em 1995), Kundry em Parsifal (Schwerin, 1995), Elle em La Voix Humaine (Florença, Amsterdã e Barcelona em 1993, 1996 e 1999), Marie em The Medium (Torino, 1999) e Klytemnestra em Elektra (Baltimore e Sevilha em 2000 e 2002).
Scotto morreu em 16 de agosto de 2023, aos 89 anos.

## Características
Além de perfeito domínio técnico, particularmente no que diz respeito ao emprego do pianissimo, Scotto possuía excelentes habilidades interpretativas. Sua carreira é usualmente mencionada em conexão com o trabalho de outras grandes cantoras líricas da segunda metade do século XX, tais como Joan Sutherland e Maria Callas, que contribuíram para a valorização dos aspetos dramatúrgicos da ópera através de um sólido e consistente trabalho de cena. 
Com um vasto repertório de aproximadamente quarenta e cinco papéis, que incluía em especial obras de Verdi (Otello, La Traviata, Macbeth) e Puccini (Madame Butterfly, Manon Lescaut), Scotto também tinha na estabilidade um de seus pontos fortes. Com raras exceções - por exemplo, I vespri siciliani, de 1970, ou a Norma, de 1979 - suas apresentações eram em geral consideradas, na pior das hipóteses, de excelente nível técnico.

## Gravações
Alguma das gravações particularmente famosas de Renata Scotto são:
- Verdi, La Traviata. Com Ettore Bastianini e Gianni Raimondi. Regência de Antonino Votto. La Scala, 1962.
- Verdi, La Traviata. Com Alfredo Kraus e Renato Bruson. Regencia de Riccardo Muti. 1980
- Verdi, Rigoletto. Com Luciano Pavarotti e Kostas Paskalis. Regência de Carlo Maria Giulini. Teatro Communale di Firenze, 1966.
- Verdi, Rigoletto. Com Dietrich Fischer-Dieskau e Carlo Bergonzi. Regencia de Rafael Kubelik. 1963
- Puccini, Madama Butterfly, Com Carlo Bergonzi e Ana di Stasio, Regencia de John Barbirolli. 1966
- Puccini. Turandot, com Birgit Nilsson e Franco Corelli. Regencia de Francesco Molinari-Pradelli. 1967
- Cilea, Adriana Lecouvreur. Com Giacomo Aragall e Giuseppe Taddei. Regência de Gianandrea Gavazzeni. San Francisco Opera Orchestra, 1977.
- Giordano, Andrea Chénier. Com Plácido Domingo, Sherrill Milnes e Maria Ewing. Regência de James Levine. National Philarmonic Orchestra, 1978.
- Verdi, Otello. Com Plácido Domingo e Sherrill Milnes. Regência de James Levine. National Philarmonic Orchestra, 1978.qq
- Bellini; Norma; Com Tatiana Troyanos e Giuseppe Giacomini, Regencia de James Levine; 1979
- Puccini; Il Trittico; Com Marilyn Horne, Regencia de Lorin Maazel; 1979
- Puccini; Tosca. Com Placido Domingo e Renato Bruson, regencia de James Levine, EMI, 1980
- Giuseppe Verdi; Nabucco; Com Matteo Manugerra, Regencia de Riccardo Muti ; EMI
- Mascagni; Cavalleria Rusticana; Com Placido Domingo, James Levine; RCA